# Fotohof
Der Fotohof ist eine nicht-kommerziell geführte Galerie und Verlag für zeitgenössische künstlerische Fotografie in Salzburg. Träger ist der 1981 gegründete Verein zur Förderung der Autorenfotografie.

## Fotohofgalerie

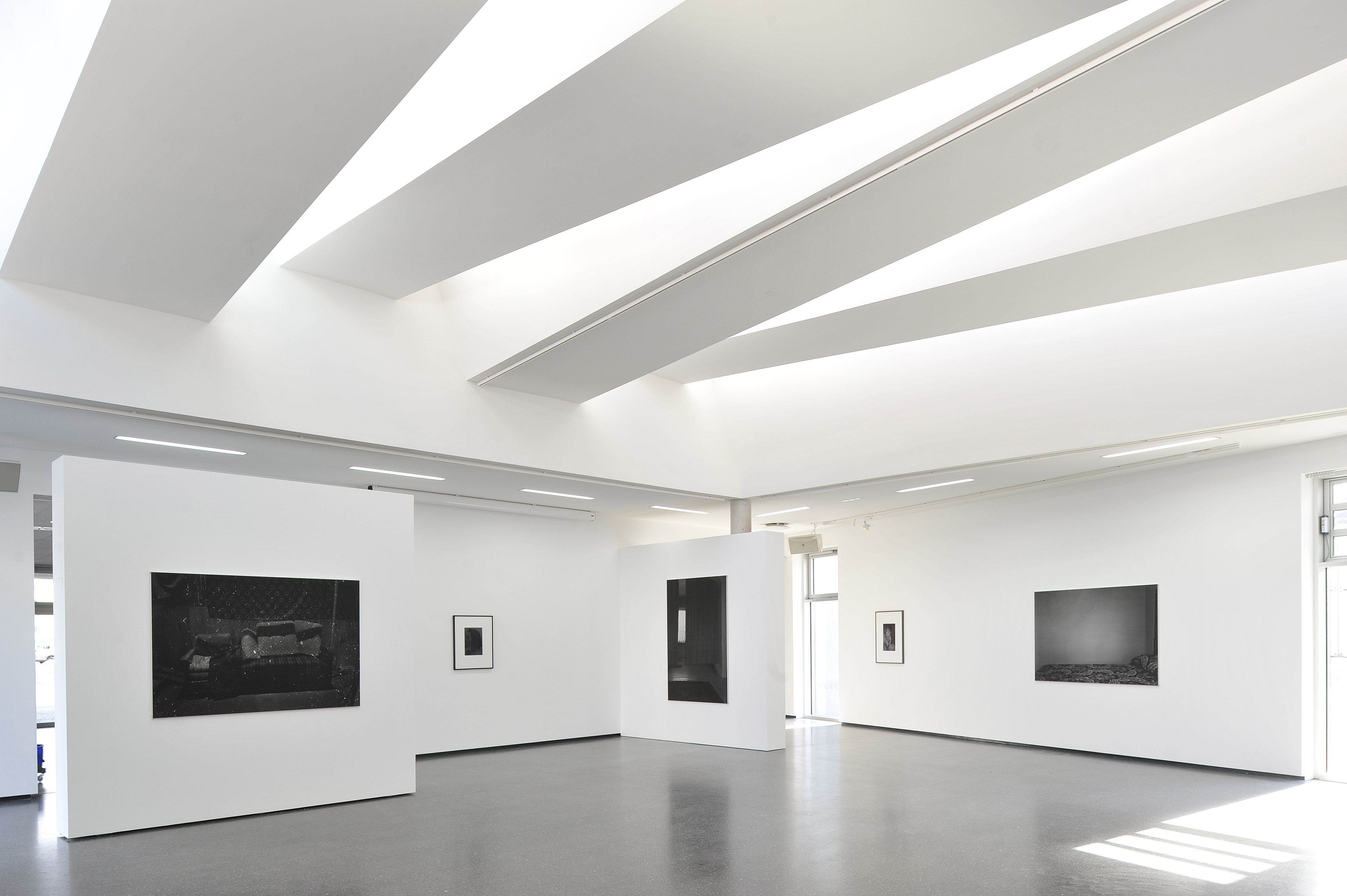
Innenansicht der Fotohof Galerie / Ausstellungsansicht: Dirk Braeckman, 2012

Die Galerie des Fotohof in Salzburg zeigt circa 10 Ausstellungen pro Jahr – insgesamt rund 300 Ausstellungen mit mehr als 600 beteiligten Künstlern in 30 Jahren Ausstellungsbetrieb zwischen 1981 und 2011. Über die Programmgestaltung entscheidet der Verein in Vorstandssitzungen. Durch die relativ große Anzahl an Personen, die in den Entscheidungsprozess eingebunden sind, wird ein eher breites Spektrum abgedeckt und „konzeptionelle und experimentelle Arbeiten stehen ziemlich gleichrangig neben der 'klassischen' Fotografie'“. Programmatisch strebt man einen „Mix aus den wichtigsten, monografischen Positionen Österreichs – teils auch historisch – und internationalen Positionen, die gerade am Beginn einer größeren Karriere stehen“ an. Seit Mitte der 90er wird jährlich eine Gastkuratorin oder -kurator zu einer Kooperation eingeladen, die oder der bei der Gestaltung eine Carte Blanche bekommt, ebenso finden regelmäßig Ausstellungen mit speziellem Länder-Schwerpunkt statt: wie Slowenien (1992), Polen (2002), Slowakei (2004), Kroatien (2007) oder Litauen (1985, 2010).
Neben den Ausstellungen kuratiert und organisiert der Fotohof Wanderausstellungen internationaler Fotografen, wie beispielsweise von Inge Morath, Stefan Kruckenhauser, Harald Lechenperg, Gerti Deutsch und anderen.

## Fotohofarchiv
Das Fotohof archiv wurde 2014 gegründet und im April 2015 eröffnet. Der Fokus der Sammlung liegt auf der Dokumentation des künstlerischen Produktionsprozesses der Arbeiten von hauptsächlich österreichischen Fotografinnen und Fotografen.
Von der ersten Ausstellung an (Fritz Macho im Jahr 1981) war die Bearbeitung und Verwaltung von fotografischen Lebenswerken Teil der Arbeit des Fotohofs. Im Fotohof archiv – einem für Österreich lange gewünschten Dokumentationsarchiv für Fotografie nach internationalem Vorbild – bekommen diese Aktivitäten ein neues, dauerhaftes Obdach. Das Archiv erhält künstlerische Vor- und Nachlässe als Stiftung oder Dauerleihgabe und kümmert sich im Gegenzug um die archivarische Aufbewahrung, Katalogisierung und öffentliche Zugänglichkeit und eventuelle Bereitstellung der Arbeiten für Publikationen.
„Die Grundidee des Archivs besteht darin, von den vertretenen Fotokünstlern eine breit gefächerte Sammlung anzulegen. Diese sollte natürlich die Fotografien enthalten; doch es geht dabei nicht nur um die Auswahl der Spitzenwerke für eine Ausstellung, sondern auch um erste Ausdrucke, kleinere Versionen der Bilder oder einen Überblick über die gesamte Serie. Vorentwürfe oder zusätzliche Abzüge sind für das Archiv ebenso wichtig, wie die sogenannte erste Wahl des Künstlers. Das Archiv sollte in der Lage sein, den künstlerischen Prozess in der Gesamtheit zu dokumentieren. Dazu gehören natürlich auch die Negative und Kontaktkopien oder die originalen digitalen Daten, die den Entstehungsprozess in der gesamten Breite abbilden. Schriftliche Entwürfe, Texte, Dokumentationsmaterialien über die Produktions- und Präsentationsgeschichte, Dokumente und Drucksachen sind weitere Sammlungsinteressen. Im idealen Fall lässt sich so nicht nur die künstlerische Arbeit zeigen und verstehen, sondern es lassen sich auch Einsichten in die Kultur der Zeit gewinnen.“

### Die Einrichtungen des Archivs

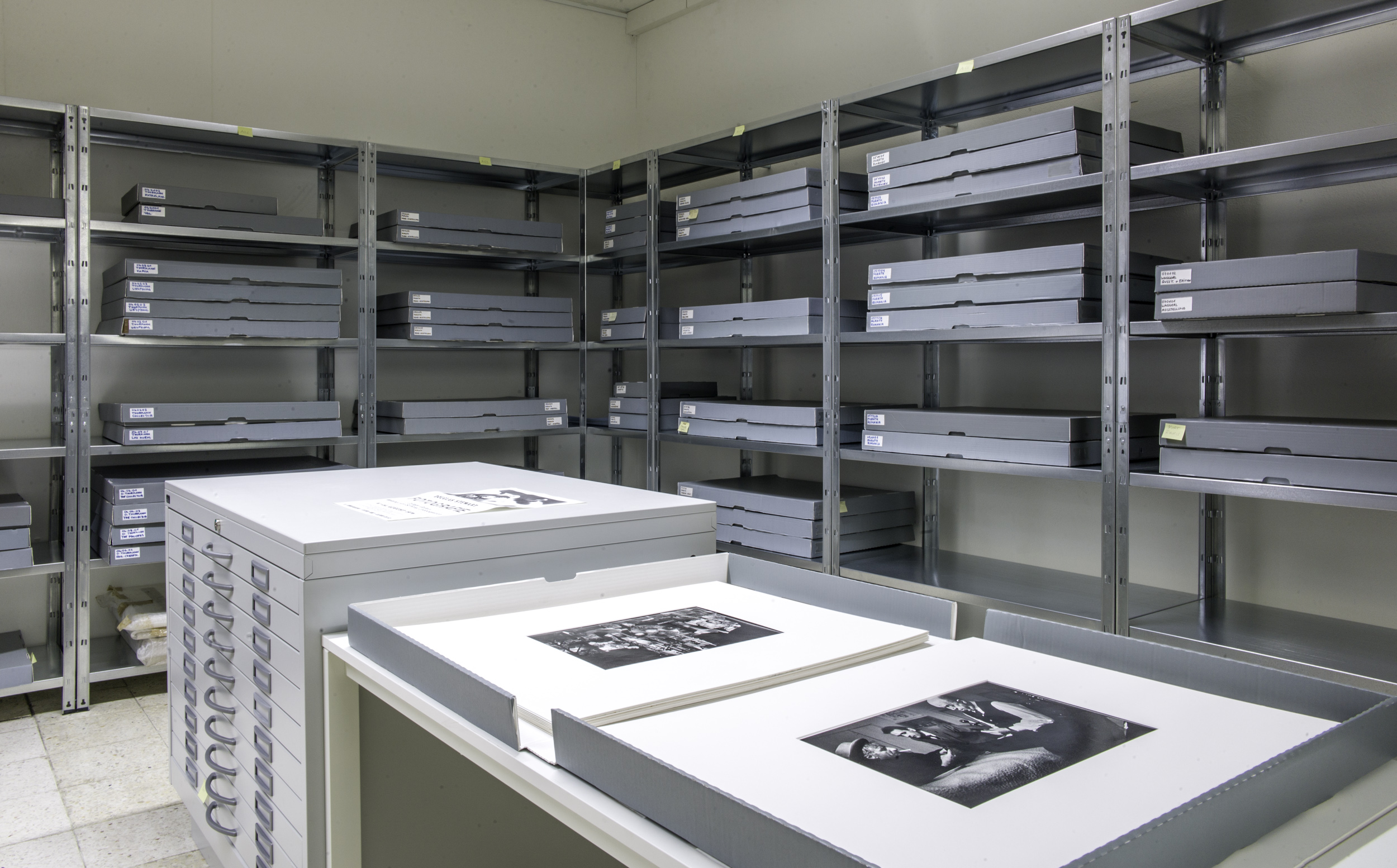
Fotohof archiv: Archivraum

Das Archiv hat einen klimatisierten Raum zur Aufbewahrung, daneben versteht sich das Fotohof archiv auch als Arbeits-, Forschungs- und Kompetenzzentrum. Ein kleiner Ausstellungsraum bietet Ausstellungen und Präsentationen der bearbeiteten Themenbereiche. Ein Arbeits- und Schulungsraum ermöglicht die Bearbeitung, Digitalisierung und den Ausdruck von Bildern, bietet aber auch Raum für kleine Kurse und Arbeitsmöglichkeiten für Kuratoren. Ebenfalls sind eine analoge Dunkelkammer und ein Buchlager vorhanden. Es gibt einen Datenbank-Katalog, der alle Archivalien erfasst, und über die Homepage sind Teile des Bestands öffentlich zugänglich.

### Sammlungsbestand des FOTOHOFarchiv
| Vor- und Nachlässe komplett oder zum Großteil im Bestand: | Vor- und Nachlässe komplett oder zum Großteil im Bestand: | Vor- und Nachlässe komplett oder zum Großteil im Bestand: | Vor- und Nachlässe komplett oder zum Großteil im Bestand: |
| --------------------------------------------------------- | --------------------------------------------------------- | --------------------------------------------------------- | --------------------------------------------------------- |
| Gerti Deutsch                                             | Peter Dressler                                            | Fritz Macho                                               | Inge Morath                                               |
| Hans Rustler                                              | Werner Schnelle                                           | Doug Stewart                                              | Karl Heinrich Waggerl                                     |
| Wolf Suschitzky                                           | Edith Tudor-Hart                                          | Josef Dapra                                               |                                                           |

| Bestände, die einen weitreichenden Einblick in die Arbeitsweise erlauben: | Bestände, die einen weitreichenden Einblick in die Arbeitsweise erlauben: | Bestände, die einen weitreichenden Einblick in die Arbeitsweise erlauben: | Bestände, die einen weitreichenden Einblick in die Arbeitsweise erlauben: |
| ------------------------------------------------------------------------- | ------------------------------------------------------------------------- | ------------------------------------------------------------------------- | ------------------------------------------------------------------------- |
| Lillian Birnbaum                                                          | Heinz Cibulka                                                             | Christian Wachter                                                         | Thomas Freiler                                                            |
| Heidi Harsieber                                                           | Erich Hartmann                                                            | Thomas Lüttge                                                             | Michaela Moscouw                                                          |
| Otmar Thormann                                                            | Paul Albert Leitner                                                       |                                                                           |                                                                           |

## Fotohofedition
Die publizistische Tätigkeit begann 1982 mit der Herausgabe des vierteljährlichen Mitteilungsblatts Fotohof-Info. Es erschien 1988 zum letzten Mal, da externe Medien dessen Aufgabengebiet, die eigenen Aktivitäten zu begleiten und Ausstellungen anzukündigen, immer mehr übernahmen.
Seit 1990 gibt Kurt Kaindl die „Edition Fotohof im Otto Müller Verlag“, in Kooperation mit dem Salzburger Verlagshaus, heraus. In dieser Reihe erschienen ca. 30 Bände mit Schwerpunkt auf Künstlermonografie sowie Geschichte der Fotografie und des Fotojournalismus: u. a. Bücher von Inge Morath, Reinhart Mlineritsch, Erich Hartmann oder Otmar Thormann erschienen.
Seit 1999 existiert die FOTOHOF edition als eigenständiger Fotobuch-Verlag, herausgegeben von Rainer Iglar und Michael Mauracher. Es erscheinen in etwa 10–15 Titel pro Jahr, die international vertrieben werden, und insgesamt wurden bis 2021 etwa 320 Titel von österreichischen und internationalen Fotokünstlern veröffentlicht; darunter Publikationen von Margherita Spiluttini, Manfred Willmann, Paul Albert Leitner, Katharina Sieverding, Annegret Soltau, Hans-Christian Schink, Ricarda Roggan, Seiichi Furuya oder Stéphane Couturier.
Der Schwerpunkt des Verlags liegt auf aktuellen, jungen fotografischen Positionen und es wird nicht nur ausstellungsbegleitend gearbeitet, sondern Wert darauf gelegt, ein vom Ausstellungsbetrieb unabhängiges Verlagsprogramm zu präsentieren. Neben monografischen Künstlerbüchern werden auch Sammelbände – z. B. der biennal erscheinende Katalog des Monats der Fotografie: Wien – und Bücher zur Fototheorie herausgegeben.
Neben Büchern produziert und vertreibt der Fotohof Verlag Fotokunst-Editionen in Form von Portfolios und Einzelarbeiten in kleineren Auflagen. Diese erscheinen als Spezialausgaben begleitend zu Buchpublikationen oder als eigenständige Werke. Unter diesen Veröffentlichungen sind Editionen von Valie Export, Joachim Brohm, Ilse Haider, Eva Schlegel, Lewis Baltz oder Heinz Cibulka.

## Fotohofbibliothek / artothek

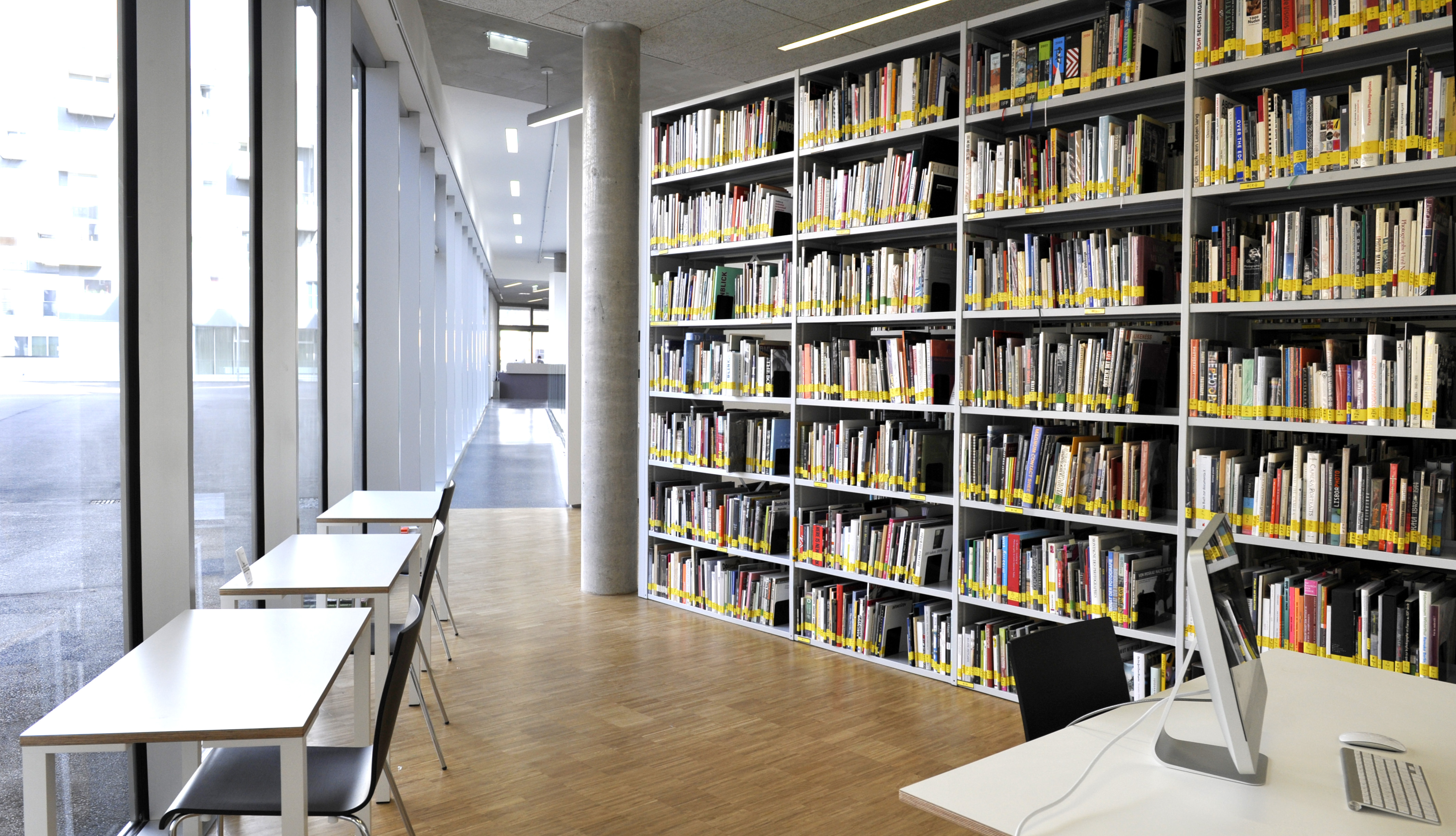
Bibliotheksansicht Fotohof

Ein wichtiger Teil der Aktivitäten ist auch der Betrieb einer öffentlich zugänglichen Präsenzbibliothek mit derzeit (2011) etwa 10.000 Titel zur österreichischen und internationalen Fotogeschichte. Der Gesamtbestand der Bibliothek, inklusive einer Auswahl von 26 internationalen Fotozeitschriften, ist komplett über die Bibliothekssuche der Homepage erschlossen.

## Kunstvermittlung
Gemäß seinem Vereinsziel bietet der Fotohof auch ein didaktisches Programm, in Form von Workshops – für Schulklassen, Bildungseinrichtungen und Privatpersonen – an. Es finden Schulungen für Kunstwahrnehmung, fotografischen Bildaufbau, analoges und digitales Fotografieren und fotografische Kunsttheorien statt. Bis 2011 existierte eine Reihe von Diskussionsveranstaltungen mit dem Namen „Gespräche zur Fotografie“. Unter diesem Namen wurden abendliche Veranstaltungen organisiert, bei denen – teilweise begleitend zum Ausstellungsprogramm der Galerie – Fotokünstler und Fototheoretiker zu aktuellen Fragestellungen des Fachgebiets referierten und diskutierten.

## Verein
Grundlage des Fotohof ist der gemeinnützige „Verein zur Förderung der Autorenfotografie“, der 1981 mit der Vermittlung von künstlerischer Fotografie als Vereinsziel gegründet wurde. Die Finanzierung des Vereins und seiner Aktivitäten erfolgt durch Eigenerträge und aus der Kulturförderung des Bundes in Wien sowie Beiträgen von Stadt und Land Salzburg.
Großen Einfluss auf den Verein und dessen Gründung hatte das bis Mitte der 1980er Jahre in der Fotografenausbildung aktive „Salzburg College“. Das Besondere an dieser privaten Einrichtung war, dass viele hochrangige Fotografen Workshops veranstalteten und durch den regen Austausch mit der amerikanischen Fotografiekultur, die Fotografie als Kunstwerk ernst genommen wurde. Der Name Fotohof leitet sich von den ersten Galerieräumen ab, die 1981 vom Verein angemietet wurden und in einem Innenhof in der Salzburger Innenstadt gelegen waren.
Prinzip des Vereins ist seine „flache Hierarchie“ und basisdemokratische Organisation: „Alle Mitglieder sind gleichermaßen stimm- und diskussionsberechtigt“, es wird prinzipiell nicht abgestimmt, sondern immer nur im Konsens gehandelt. Derzeit sind ca. 15 Personen regelmäßig im Fotohof tätig, Obfrau ist seit 2021 Nadine Weixler. Verantwortlich für die Programmgestaltung ist der Vereinsvorstand.
Das FOTOHOF Team erhielt 2020 den Internationalen Hauptpreis für Kunst und Kultur des Kulturfonds der Stadt Salzburg. Dieser Hauptpreis wurde erstmals an ein Team vergeben. Aus der Jury-Begründung für die Verleihung, die knapp vor dem 40. Jahr der Vereinstätigkeit erfolgte: „Seit der Gründung des Fotohof im Jahr 1981 steht die Förderung der Fotografie als Kunstform im Zentrum der Tätigkeiten des Vereins. Der Fotohof genießt als  nicht kommerzielle Informationsgalerie mit eigener Editionsreihe, Fachbibliothek und Archiv weit über Salzburg und Österreich hinaus hohes Ansehen.“. Monika Faber strich die „basisdemokratischen Entscheidungen [...] und internationalen Vernetzungen“ des Teams hervor.

## Neuer Standort: Stadtwerk Salzburg
Am 24. Februar 2012 eröffnete der Fotohof mit einer Präsentation der Werke des belgischen Fotografen Dirk Braeckman die neuen Räume im Stadtwerke Salzburg Areal, an der Adresse Inge-Morath-Platz 1–3. Der neue Standort bietet, im Gegensatz zu den angestammten Räumen in Salzburg-Nonntal, etwas mehr Ausstellungsfläche und viel mehr Platz für die Bibliothek, einen Shop, Büros, Artothek und insbesondere das didaktische Angebot. Dadurch wurde auch die Einführung einer neuen Ausstellungsreihe möglich, in der – parallel zu jeder Ausstellung im Hauptraum – ein herausragendes Fotobuch umfangreich präsentiert wird: den Anfang machten Zwischenspiel von Peter Dressler und Fiesta in Pamplona von Inge Morath.
Mit den Architekten Paul Rajakovics und Barbara Holub vom Architekturbüro „transparadiso“ wurde speziell ein Raumkonzept entwickelt, das die Bedürfnisse des Fotohof erfüllt und gleichzeitig die Galerie mit Einblicken in alle Arbeitsbereiche transparent und offen in das Erdgeschoß der ebenfalls neu errichteten Wohnsiedlung im Salzburger Stadtteil Lehen einpasst. „Dieses Konzept spiegelt die Offenheit einer Informationsgalerie, in der nicht der Verkauf hochpreisiger Kunst an erster Stelle steht, sondern in der es keine Hemmschwellen gegenüber zeitgenössischer Kunst geben soll.“